# Clossiana montinus
Clossiana montinus är en fjärilsart som beskrevs av Samuel Hubbard Scudder 1862. Clossiana montinus ingår i släktet Clossiana och familjen praktfjärilar. Inga underarter finns listade i Catalogue of Life.